# Rysshesperis
Rysshesperis (Hesperis pycnotricha) är en korsblommig växtart som beskrevs av Vincze von Borbás. Enligt Catalogue of Life ingår Rysshesperis i släktet hesperisar och familjen korsblommiga växter, men enligt Dyntaxa är tillhörigheten istället släktet hesperisar och familjen korsblommiga växter. Arten förekommer tillfälligt i Sverige, men reproducerar sig inte. Inga underarter finns listade i Catalogue of Life.